# Bring Me the Horizon
Bring Me the Horizon (МФА: [brɪŋ miː ðə həˈraɪzn̩]) — британская рок-группа из Шеффилда, Йоркшира, основанная в 2004 году. В настоящее время состоит из вокалиста Оливера Сайкса, гитариста Ли Малии, басиста Мэтта Кина и барабанщика Мэтта Николлса.
На данный момент группа имеет девять выпущенных полноформатных альбомов и четыре мини-альбома. На протяжении карьеры участники старались экспериментировать со звучанием: ранние релизы имели более тяжёлый звук и были классифицированы как дэткор и металкор. Позднее в звучание группы добавились элементы мелодичного хардкора, альтернативного, электронного и пост-рока.
В 2013 году был выпущен альбом Sempiternal, принесший группе новую волну популярности и открывший ей перспективы выступления на аренах в качестве хэдлайнера. В следующем альбоме That's the Spirit, вышедшем в 2015 году, группа продолжила творческие эксперименты, отказавшись от привычного металкор звучания в пользу альтернативного рока. В 2019 году состоялся релиз альбома Amo, записанный в стиле электронной, поп-рок, альтернативный рок, электропоп и хард-рок. 30 октября 2020 года вышел в свет EP под названием Post Human: Survival Horror, который является первым из четырёх альбомов из серии Post Human. Через 4 года, 24 мая 2024 года выходит следующий альбом Post Human: Nex Gen. Также это второй альбом из серии.

## История группы

### Становление,дебютный EPи альбомCount Your Blessings(2004 — 2006)
Группа была создана в 2004 году участниками распавшихся групп из их района: они получили своё название, взяв за основу фразу из фильма Пираты Карибского моря, которую произнёс капитан Джек Воробей: «Now bring me that horizon». В сентябре 2004 года вышел дебютный релиз группы — мини-альбом «This Is What the Edge of Your Seat Was Made For». Причём, для этого пришлось создать собственный лейбл — Thirty Days of Night Records, так как ни один из существующих не захотел работать с начинающей группой. В английском чарте альбом занял 41 место.
Несколько месяцев команда удачно гастролировала, играя у других групп на разогреве. В этот период они выступали с такими группами, как Lostprophets, The Blackout, Killswitch Engage и The Haunted. Но в 2006 году Bring Me the Horizon получили музыкальную премию Kerrang! Awards, как лучшие новички Великобритании. В этом же году 30 октября группа выпустила первый полноценный альбом под названием Count Your Blessings.
В марте и апреле 2007 года BMTH совершили тур по Великобритании с группой I Killed the Prom Queen, также они играли на Download Festival 2007 с Iron Maiden, Slayer и другими. В ноябре 2007 года группа была в Австралии на Gigantour, сыграв три раза. Они вернулись в Австралию в мае-июне 2008 года, появившись на финальном туре I Killed the Prom Queen.

### Suicide Season(2006 — 2008)
Второй студийный альбом группа записала в начале 2008 года. В апреле и мае они были в Швеции, записывая альбом с Фредриком Нордстрёмом, который работал с такими группами как At The Gates, Arch Enemy, I Killed The Prom Queen и Dimmu Borgir. Альбом был выпущен 29 сентября 2008 года. Альбом Suicide Season отличается от предыдущего альбома Count Your Blessings своим звучанием, который больше приближается к металкору, но в то же время группа ещё играла дэткор, как в дебютном EP This Is What the Edge of Your Seat Was Made For.
Группа совершила свой первый тур по США в качестве хедлайнера на «2008 Warped Tour». Bring Me The Horizon также выступали с Mindless Self Indulgence, In Case Of Fire, Black Tide и Dir en grey на Kerrang! и Relentless в 2009 году в туре по Великобритании. Во время тура по Северной Америке они выступили с Thursday, Cancer Bats, Four Year Strong и Pierce the Veil на Taste of Chaos 2009.

### There Is a Hell, Believe Me I’ve Seen It. There Is a Heaven, Let’s Keep It a Secret(2008 — 2010)
В марте 2009 года гитарист Кёртис Уорд покинул группу. Целый ряд причин его ухода озвучил басист Мэтт Кин, прокомментировав это следующим образом: «это становилось очевидным — он не получал удовольствия от игры, это было просто как обязательство». Кёртиса заменил Джона Вейнхофен, игравший до этого в таких группах как Bleeding Through и I Killed the Prom Queen. С новым гитаристом группа записала свой третий студийный альбом There Is a Hell, Believe Me I've Seen It. There Is a Heaven, Let's Keep It a Secret. Альбом был издан 4 октября 2010 года. Зимой 2010 года Bring Me The Horizon дали пять концертов с группой Bullet for My Valentine. В 2011 году группа была номинирована в трех категориях на Independent Music Awards. 15 января 2013 года Джона объявил о своем уходе из группы.

### Sempiternal(2010 — 2013)
Новый альбом, получивший название Sempiternal, был выпущен 1 апреля 2013 года в Европе на лейбле RCA и на один день позже в Северной Америке на Epitaph. Альбом записывался уже с новым участником группы — Джорданом Фишем. Группа посчитала более логичным смену второго гитариста на клавишника. Запись альбома Sempiternal велась в течение трех месяцев с продюсером Терри Дэйтом. Смикшировал материал Дэйв Бендет. Альбом ознаменовал начало перехода звучания группы от металкора к альтернативному року с примесью электроники.

### That’s the Spirit(2013 — 2015)
21 октября 2014 года был выпущен внеальбомный сингл «Drown». Звучание песни продолжило отдаляющийся от металкора путь группы, приближающийся к альтернативному року. Выход сингла был приурочен к грядущему выступлению группы на Арене Уэмбли в качестве хэдлайнера, которое состоялось 5 декабря 2014 года. Спустя неделю, 29 октября 2014 года, был выпущен сингл «Don’t Look Down», имеющий преимущественно электронное звучание и содержащий речитатив от одного из участников английской хип-хоп группы Foreign Beggars.
Релиз 5-го полноформатного альбома That’s the Spirit состоялся 11 сентября 2015 года. Звучание продолжило тенденцию предыдущего альбома.
В феврале 2017 года Оливер Сайкс опубликовал пост, в котором напомнил про концерты в городах США, которые должны состояться в марте и апреле этого года. Музыкант рассказал, что после турне группа уйдет в долгий отпуск. Точные даты творческого перерыва артист не назвал. Музыкант посоветовал фанатам поторопиться с покупкой билетов, так как вернется группа на сцену нескоро.
27 октября 2017 года Оливер Сайкс исполнил песню группы Linkin Park — «Crawling» на концерте «Linkin Park and Friends — Celebrate Life in Honor of Chester Bennington».

### Amo(2017 — 2019)
21 августа 2018 вышел сингл «Mantra», анонсирован новый альбом Amo, релиз которого был назначен на 11 января 2019.
21 октября 2018 дата релиза альбома была перенесена на 25 января 2019.
22 октября 2018 вышел второй сингл «Wonderful Life» из предстоящего альбома Amo совместно с Дэни Филтом, вокалистом блэк-метал группы Cradle of Filth.
4 января 2019 был выпущен третий сингл из альбома «Medicine», имеющий более легкое и электронное звучание, чем все предыдущие работы группы.
22 января 2019, за три дня до выхода альбома Amo, был выпущен четвёртый и последний сингл «Mother Tongue». 24 января 2019, за день до официального релиза, Amo был слит в сеть.
11 ноября 2019 был выпущен сингл «Ludens». Песня является частью саундтрека к видеоигре Death Stranding.
27 декабря 2019 года был выпущен EP под названием Music to listen to...

### Серия Post Human (2020 — наше время)
Весной 2020 года во время карантина, вызванного пандемией Covid-19, группа начинает активную работу над новым материалом.
26 июня 2020 группа выпустила трек «Parasite Eve» и клип на него. На YouTube перед премьерой клипа было показано видео создания клипа.
2 сентября 2020 группа выложила в сеть очередной сингл из будущего альбома под названием «Obey» . Данный трек был записан с английским певцом Yungblud.
30 октября 2020 года состоялся выход мини-альбома Post Human: Survival Horror , в записи мини-альбома поучаствовали Babymetal, Yungblud, Эми Ли из Evanescence и Nova Twins. В пластинку вошло 9 песен, 4 из которых («Ludens», «Parasite Eve», «Obey», «Teardrops») ранее были изданы в качестве синглов. Вместе с этим группа анонсировала скорый выпуск ещё трёх релизов из серии Post Human.
18 декабря 2020 концерт в Royal Albert Hall, записанный ещё в 2016-м году, был выпущен в качестве альбома на музыкальных стриминговых сервисах.
В декабре 2020 года Фиш сказал, что группа писала материал «время от времени» и сосредоточится на своем следующем релизе в начале 2021 года. Он также обновил план релизов группы, сказав, что они «планировали сделать четыре EP в год, но Post Human: Survival Horror был почти альбомом, поэтому я думаю, что интервал будет немного больше, чем предполагалось, просто потому, что они, вероятно, получатся больше, чем считалось». После выхода на других форматах 22 января 2021 года, Post Human: Survival Horror снова попадет в чарты и достигнет новой вершины, подарив Bring Me the Horizon второй британский номер один в UK Albums Chart . Два года спустя Amo станет первым, кто достигнет этого подвига.
2 сентября 2021 года группа объявила о выпуске предстоящего сингла «Die4U», который был выпущен 16 сентября. 8 декабря группа была объявлена хедлайнером субботнего фестиваля вместе с Arctic Monkeys в 2022 году на фестивале Reading and Leeds Festivals, впервые став хедлайнером. 
Во время мероприятия Bring Me the Horizon на Мальте 26 мая группа впервые представила свой сингл «Strangers» на своем диджейском сете.
22 июня группа официально объявила, что релиз сингла Starngers состоится 6 июля. Cингл был выпущен вместе с музыкальным видео.
4 мая 2023 года группа выпустила сингл «Lost»
1 июня 2023 года группа выпустила сингл «Amen!» при участии Дэрила Палумбо из Glassjaw и Lil Uzi Vert.
10 июня 2023 года группа анонсировала вторую часть Post Human , Post Human: Nex Gen , которая должна была выйти 15 сентября 2023 год, однако 24 августа, Оливер Сайкс объявил в социальных сетях, что релиз откладывается из-за «непредвиденных обстоятельств», из-за которых группа «не смогла завершить запись на том уровне, которым мы были бы довольны». 
13 октября 2023 года выходит 5 сингл «Darkside».
22 декабря 2023 года Джордан Фиш покинул группу.
5 января группа выпускает 6 сингл под названием «Kool-Aid».
24 мая 2024 года состоялся выход альбома Post Human: Nex Gen.В записи альбома поучаствовали такие исполнители как Аврора, Underoath, Дэрил Паламбо и Lil Uzi Vert.
29 января 2025 года группа выпустила сингл «Spotify Singles», включающий в себя кавер на песню «Wonderwal» от Oasis, а так же ремикс на трек «YOUtopia» из альбома Post Human: Nex Gen. Вся полученная прибыль с прослушиваний сингла будет пожертвована в Teenage Cancer Trust - единственную благотворительную организацию в Великобритании, предоставляющую специализированную помощь и поддержку 13-24-летним больным раком.

## Происшествия

### Инцидент в Ноттингеме
В 2007 году во время тура по Великобритании были выдвинуты обвинения против вокалиста Оливера Сайкса. В них сообщалось, что вокалист группы помочился, а затем напал на фанатку после выступления в Nottingham Rock City, когда она якобы отказалась от его сексуальных авансов. Сайкс впоследствии был обвинён только в мочеиспускании на поклонницу, но не в физическом нападении. Online Music Zine Drowned In Sound требовали запретить выступление Bring Me The Horizon в Nottingham Rock City, однако лейбл группы Visible Noise Records отрицал эти слухи и группа впоследствии отыграла в Nottingham Rock City 1 декабря 2007 года.
13 апреля Сайкс появился в Ноттингемском мировом суде по обвинению в предполагаемом мочеиспускании, в котором он не признал себя виновным. Дело было отложено до начала мая. 3 мая 2007 года Оливер Сайкс посетил Ноттингемский мировой суд во второй раз, вновь не признав себя виновным. Суд снова был отложен до 17 сентября. Из-за отсутствия доказательств все обвинения против Сайкса были сняты.
В песне «No Need For Introductions, I’ve Read About Girls Like You On The Back Of Toilet Doors» из альбома Suicide Season Оливер выразил своё отношение к «поклоннику» строками: «And after everything you put me through, I should’ve fucking pissed on you!», что переводится как «После всего, через что я из-за тебя прошел, мне следовало бы поссать на тебя». Но потом оказалось, что девушка хотела заработать денег.

### YouTube видео с Architects
В 2009 году во время совместного тура Bring Me The Horizon и Architects сняли видео, на котором происходит борьба между Оливером Сайксом и вокалистом Architects Сэмом Картером. Видео было снято в Карлсруэ, Германия, и показывало, как Сэм подвергает Оливера физическому насилию. Видео было загружено на веб-сайт YouTube, где привлекло внимание тысяч людей. Эта запись возмутила многих поклонников Bring Me The Horizon, некоторые из них отправляли оскорбления в адрес Картера.

Мы соединились с парнями и делили автобус во время двухнедельного тура. Факт того, что люди верили, что это правда, просто смешно! Мы снимали драку около трёх раз и даже добавляли смешные звуки ударов…— Сэм Картер

События целого дня могут быстро надоесть и так мы наколдовали первую идиотскую вещь. Мы могли придумывать и делать это таким невероятным, насколько это возможно. На MySpace Сэм получал угрозы расправы от фанатов и в то же самое время получал похвалы за избиение меня! Но это был прикол, и мне жаль тех кто его не понял.— Оливер Сайкс
Позднее проблема была решена и всё стало как прежде, хотя до сих пор видео на YouTube привлекает внимание.

### Инцидент с нападением на музыкантов во время концерта
В 2011 году в Америке, на одном из концертов группы произошел случай, выходящий за рамки обычных гастрольных туров. На музыкантов группы было совершено нападение.

Просто, чтобы развеять любые слухи … Ничего не случилось прошлой ночью кроме кучи мягких парней, которые прыгали на голове ребёнка пять секунд в нашем сете, поэтому мы перестали играть, и они слегка «постебались» надо мной, когда я сказал им уходить отсюда.— Оливер Сайкс
Группа молодых людей во время выступления сбила с ног подростка и стала прыгать на нём, в результате чего девочка получила перелом челюсти (исходя из высказываний Оливера Сайкса). Оливер не выдержал такого поведения на концерте, остановил выступление и попросил этих людей покинуть зал в своем обычном стиле. Молодые люди ответили агрессией. Инцидент фиксировала камера, которая снимала данное выступление. Подойдя к стойке с микрофоном, Оливер Сайкс снова потребовал виновных удалиться, в грубой форме, а тех кто не согласен, попросил подняться на сцену, чтобы разобраться «по-мужски». Тогда на сцену вышли порядка 10-15 лиц, которые и напали на музыкантов. К счастью, остальные фанаты быстро их разняли.

### Инцидент с фальшивым аккаунтом Оливера Сайкса на Фейсбуке
В 2011 году на Facebook был заведён фальшивый аккаунт на имя Оливера Сайкса. С помощью этого аккаунта от имени Оливера создавший его 20-летний британец приглашал встретиться поклонниц группы, после чего убивал их. На данный момент создатель аккаунта, имя которого не разглашается, получил пожизненный срок. Число его жертв остаётся неизвестным.

## Участники группы
| Основной состав - Оливер Сайкс — вокал (2004—настоящее время), программирование, клавишные (2004—2012) - Ли Малиа — соло-гитара (2004—настоящее время), ритм-гитара (2012—настоящее время) - Мэтт Кин — бас-гитара (2004—настоящее время) - Мэтт Николлс — ударные, перкуссия (2004—настоящее время) Концертные участники - Дин Роботам — ритм-гитара (2009) - Робин Урбино — ритм-гитара (2013) - Тим Хиллер-Брук — ритм-гитара (2013) - Брэндан Макдональд — ритм-гитара, бэк-вокал (2013—2014) - Джон Джонс — ритм-гитара, бэк-вокал (2014—настоящее время) - Дэн Сирл — ударные, перкуссия (2011) | Бывшие участники - Кёртис Уорд — ритм-гитара (2004—2009) - Джона Вайнхофен — ритм-гитара, клавишные, программирование, вокал (2009—2013) - Джордан Фиш — клавишные, программирование, перкуссия, вокал, бэк-вокал (2012—2023) Текущие концертные участники - Джон Джонс — ритм-гитара, бэк-вокал (2014—настоящее время) |

## Дискография

### Студийные альбомы
- Count Your Blessings (2006)
- Suicide Season (2008)
- There Is a Hell, Believe Me I’ve Seen It. There Is a Heaven, Let’s Keep It a Secret (2010)
- Sempiternal (2013)
- That’s the Spirit (2015)
- Amo (2019)

### Мини-альбомы
- The Bedroom Sessions (2003)
- This Is What the Edge of Your Seat Was Made For (2004)
- Music to Listen To… (2019)

### СерияPost Human
- Post Human: Survival Horror (2020)
- Post Human: Nex Gen (2024)

### Концертные альбомы
- Live at Wembley (2015)
- Live at the Royal Albert Hall (2016)

### Альбомы ремиксов
- Suicide Season: Cut Up! (2009)
- The Chill Out Sessions (2012)
- Sempiternal (Remixes) (2013)
- Lo-Files (2025)

### Сборники
- 2004 — 2013 (2017)

## Награды и результаты опроса читателей
- Премия Kerrang! лучшим новичкам Британии 2006 (Выиграли)[63]
- Премия Kerrang! лучшей группе Британии 2008 (Номинированы)[64]
- Лучшая группа Британии (опрос среди читателей Rock Sound)
- Лучший альбом и худший альбом — Suicide Season (опрос среди читателей Rock Sound)
- Худшая группа 2008 (опрос среди читателей Kerrang!)
- Лучший альбом 2011 (There Is a Hell, Believe Me I've Seen It. There Is a Heaven, Let's Keep It a Secret)
- Альбом Chill Out Sessions, 2012
- Номинация на премию «Грэмми»-2020 за Лучший рок-альбом Amo[65]